# Comarque de la Baie de Cadix

La comarque de la Baie de Cadix est une comarque située dans la province andalouse de Cadix.
Elle comprend cinq communes : Cadix, Chiclana de la Frontera, Puerto Real, El Puerto de Santa María et San Fernando.
La comarque jouxte trois comarques : la Costa noroeste de Cádiz, la Campiña de Jerez et La Janda. Elle est bordée par l'Océan Atlantique.
L'accident géographique à l'origine du nom à la comarque est la Baie de Cadix, où débouchent trois fleuves : le Guadalete, l'Iro et le Salado de Rota. Son littoral est ponctué par de nombreux marais et chenaux d'eau salée. Une grande partie de ces terrains de marais est inclus dans le Parc naturel de la Baie de Cadix.
Les ports des communes de Cadix, Puerto Real et El Puerto de Santa María forment le port de la Baie de Cadix, un complexe d'intérêt national géré par l'État, et qui constitue un des plus importants gisements d'emplois et de richesses dans la comarque.
Toutes les communes appartiennent à la mancomunidad de Cadix, à l'aire métropolitaine de Cadix et au consortium des transports de la Baie de Cadix. Chacune des communes est chef-lieu de district judiciaire.
Les cinq villes relèvent de la juridiction du diocèse de Cadix et Ceuta, suffragant de l'archevêque de Séville. Les territoires de cette comarque faisaient partie de l'ancien royaume de Séville, et furent soumis à l'autorité de diverses juridictions (Maison royale pour Cadix et Puerto Real, maison de Medina-Sidonia pour Chiclana, maison d'Arcos pour San Fernando, et maison de Medinaceli pour le Puerto de Santa María).

## Source
- (es) Cet article est partiellement ou en totalité issu de l’article de Wikipédia en espagnol intitulé « Comarca de la Bahía de Cádiz » (voir la liste des auteurs).